# Longitarsus candidulus
Longitarsus candidulus é uma espécie de insetos coleópteros polífagos pertencente à família Chrysomelidae.
A autoridade científica da espécie é Foudras, tendo sido descrita no ano de 1860.
Trata-se de uma espécie presente no território português.